# Plaza Bolívar de Puerto Ayacucho
La plaza Bolívar de Puerto Ayacucho es un espacio público ubicado en la ciudad de Puerto Ayacucho, capital del estado de Amazonas, al sur de Venezuela. Está clasificada como Monumento Nacional de Venezuela. El sitio fue renovado en 1987. Consta de piso de granito que está cubierto por calles decoradas y bancos de metal forjado. En el centro de la plaza se encuentra una estatua del héroe ecuestre de la Guerra de la Independencia de Venezuela, Simón Bolívar, que es una réplica de la que se encuentra en la plaza Bolívar de la capital Caracas.
Junto con la Catedral de María Auxiliadora es uno de los sitios turísticos más frecuentados por visitantes locales y foráneos. Forma parte del casco histórico de la ciudad.